# Biblioteca Central de Pärnu

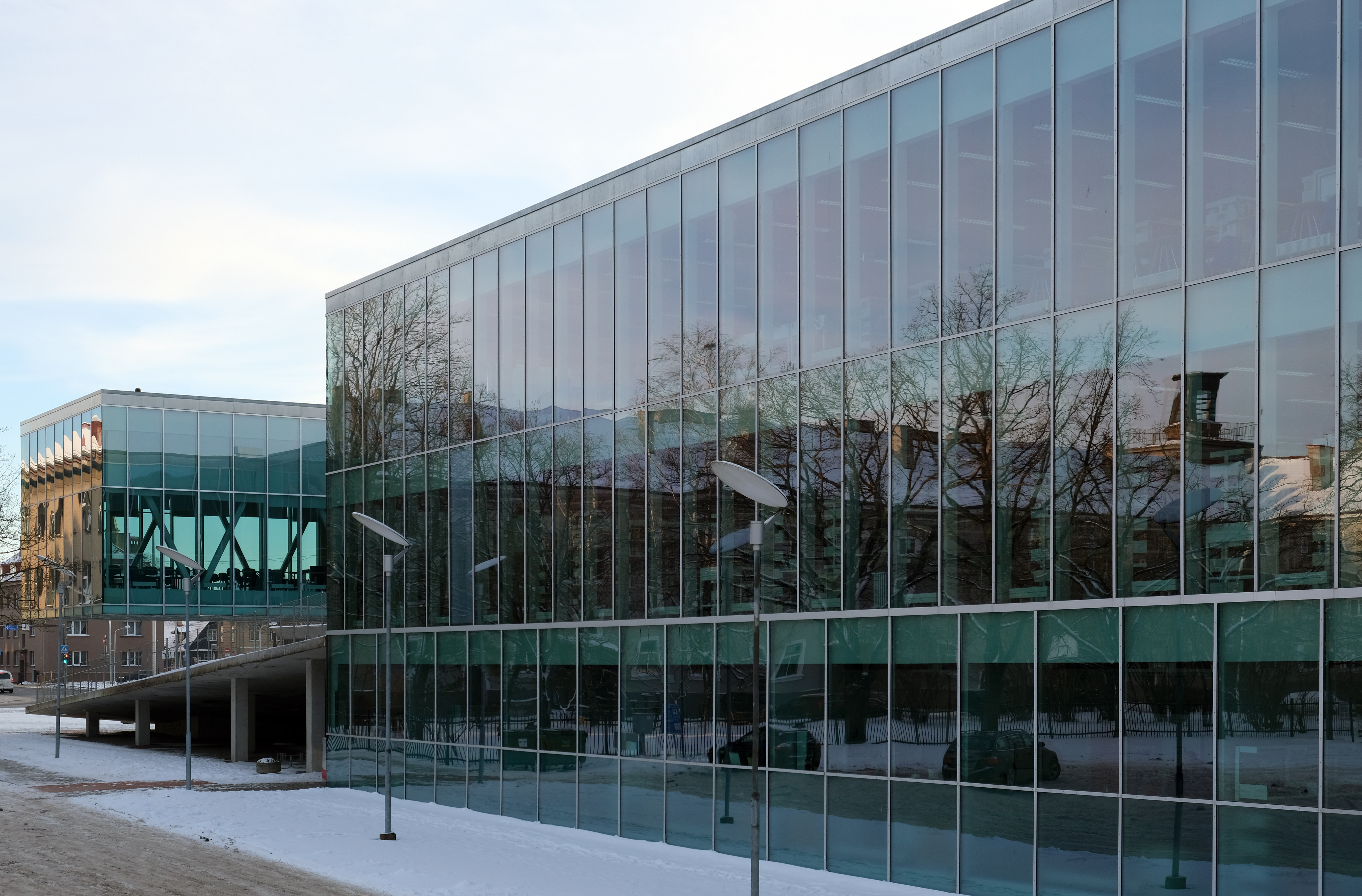
Biblioteca de Pärnu

A Biblioteca Central de Pärnu (em estoniano:  Pärnu keskraamatukogu) é uma biblioteca em Pärnu, na Estónia.
O edifício foi projectado pelo gabinete de arquitetura 3+1 Arhitektid. Em 2008, o 3+1 Arhitektid foi premiado com o prémio anual de arquitectura da Fundação Cultural da Estónia pelo projecto do edifício.
A biblioteca foi inaugurada em 1909 como uma sala de biblioteca. Em 1920, a biblioteca ganhou o seu próprio edifício.